# Пам'ятник Митрополиту Андрею (Львів)
Пам'ятник Андрею Шептицькому встановлений у Львові 2015 року. 
У 1930—1940-х роках у Львові існувало два пам'ятники митрополитові, але згодом їх зруйнувала радянська влада.

## Споруджений 1932
За даними книги «Пам'ятники та меморіальні таблиці Львова» це був перший український пам'ятник у Львові. Його виготовив скульптор Андрій Коверко і у жовтні 1932 року пам'ятник Андрею Шептицькому було встановлено в напіввідкритій капличці у дворі духовної семінарії. Пам'ятник простояв до 1939 року, коли його, за спогадами Йосифа Сліпого, знищила Червона армія.

## Споруджений 1935
Другий львівський пам'ятник Андреєві Шептицькому встановлено у вересні 1935 року. Рік вибрано не випадковим, оскільки на нього припадала 30-та річниця відкриття Національного музею та 70-ліття його засновника — митрополита Андрея. Заходи з нагоди цих дат відбувалися в самому музеї, що знаходився на вулиці Мохнацького (теперішня Драгоманова). Відкриття пам'ятника відбулося 27 вересня 1935 року. В урочистостях взяло участь багато представників тодішньої української інтелігенції Львова, зокрема Іларіон Свєнціцький, сенатор Дацикевич, чеський консул п. Чех, міський староста п. Протасєвич, віцевоєвода п. Соханський.
Автором цього пам'ятника був скульптор Сергій Литвиненко. Створена ним на подвір'ї Національного музею сидяча скульптура митрополита з великою точністю передавала його образ. З 1940 року радянська влада неодноразово вимагала усунути пам'ятник. Директор музею Іларіон Свєнціцький усіляко затягував час і шукав різні приводи, аби дозволити залишити скульптуру. Пам'ятник пережив війну, однак після війни міська рада Львова видала постанову № 687 про його негайне усунення. У ніч проти 10 серпня 1947 року скульптуру усунуто (за різними версіями: розбито молотами чи повалено тросом, прикріпленим до танка) й вона безслідно зникла. На місці пам'ятника з часом було встановлено Бога Світовида з села Лопушанка.

## Споруджений 2015
У період незалежності питання про встановлення пам'ятника митрополитові підіймали багато разів. 1992 року проведено конкурс проектів спорудження пам'ятника. 26 листопада оголошено призерів, а місцем установлення пам'ятника визначено сквер на площі Св. Юра. Однак згодом вирішено, що запропоновані проекти надто помпезні й не відтворюють духовної суті особи Андрея Шептицького.
2009 року з ініціативою спорудження пам'ятника виступила курія Львівської архієпархії УГКЦ. Сучасний пам'ятник митрополиту Андрею — це відтворений Миколою Посікірою (архітектори Ігор Кузьмак та Михайло Федик) із незначними змінами перший пам'ятник 1932 року авторства Андрія Коверка. Його урочисто відкрито 29 липня 2015 року. Висота пам'ятника — 3,6 м..